# Saint-Louis-du-Ha! Ha!
Saint-Louis-du-Ha! Ha! är en socken (municipalité de paroisse) och ort i provinsen Québec i Kanada med cirka 1 300 invånare.
Namnets ursprung är troligen haha, vilket är gammal franska för hinder och refererar till att området utgör ett ed mellan Lac Témiscouata och Saint Lawrencefloden.
Näringslivet består huvudsakligen av jordbruk.